# Welcome to Our Neighborhood
Welcome to Our Neighborhood (Ласкаво просимо до наших сусідів) — перший відеоальбом американського хеві-метал гурту Slipknot. Він вийшов 9 листопада 1999 року на лейблі Roadrunner Records та пізніше був перевиданий у форматі DVD 18 листопада 2003 року. Схарактеризований як домашнє відео гурту, він містить суміш фільмування живих виступів з піснями «Surfacing», «Wait and Bleed» та «Scissors», інтерв'ю гурту та відеокліп на пісню «Spit It Out». До фільму включено додаткові концептуальні зображення та кадри з інтерв'ю, а DVD-версія містить більше бонусного матеріалу. Відео альбом було добре прийняте шанувальниками і посіло перше місце в чарті Billboard Top Music Videos, а в лютому 2000 року отримало статус платинового.

## Виробництво та реліз
Після дуже успішного проривного туру гурту 1999 року на Ozzfest, Slipknot вирішили продюсувати «Welcome to Our Neighborhood» разом із Doom Films Production. Відео було знято Томасом Міньйоне і вийшло на VHS на Roadrunner Records 9 листопада 1999 року. До нього увійшли ранні відео гурту: живі виступи «Surfacing» та «Wait and Bleed», а також «заборонений на MTV» відеокліп «Spit It Out» — всі треки з однойменного дебютника гурту вийшли раніше того ж року. До нього також увійшли додаткові концептуальні зображення та інтерв'ю з вокалістом Корі Тейлором, гітаристом Міком Томсоном і перкусіоністом Шоном Креєном — загалом 20 хвилин відео.
Видавець, Roadrunner Records, описує відео як «дослідження коріння Slipknot» у відповідь на бажання шанувальників дізнатися, що робить гурт «Slipknot». У відео учасники гурту пояснюють про реліз, що «по суті [це] дев'ять людей, які працюють над кожною отрутою, яка коли-небудь впливала на них у їхньому житті, і записують її на плівку».
DVD-версія вийшла 18 листопада 2003 року і містить бонусний матеріал з виконанням пісні «Scissors», залаштункові матеріали та домашні кадри, зняті гуртом у їхньому рідному місті Де-Мойн, штат Айова. Семихвилинне концертне відео з треком «Scissors» було знято під час виступу гурту на Ozzfest 1999 року, але має студійний дубляж.

## Оцінка
Кліп був добре прийнятий шанувальниками та посів перше місце в чарті Billboard Top Music Videos, де протримався 54 тижні. У чарті Billboard Top VHS Sales кліп посів четверту сходинку і протримався на ній 45 тижнів. Відео отримало золотий сертифікат RIAA 21 грудня 1999 року та платиновий 16 лютого 2000 року. У Канаді було продано понад 50 000 одиниць, і таким чином, 1 лютого 2000 року відео було сертифіковано як золоте. На сайті allmovie.com відео було описано як «вбивче», а його звук «настільки ж тривожний, як і жахливі маски, які вони носять, щоб приховати свою справжню ідентичність». Відео залишилося без рейтингу в США, в той час, як у Великій Британії воно отримало рейтинг зрілої аудиторії, а у Великобританії — понад 15.

## Вміст
| Відеографія - «Surfacing» (наживо) - «Spit It Out» (музичне відео) - «Wait and Bleed» (наживо) - «Scissors» (Лише на DVD, наживо) - «Eeyore» - Thomas Mignone directed all the live footage for the video, but did not direct the outside clips, where the band members are banging on barrels and starting fires, it is unknown whether these clips are from an unreleased music video or not. | Інший вміст - Концептуальні зображення - Записи інтерв'ю - Домашні відеозаписи гурту - Понад 20 хвилин ексклюзивних відеоматеріалів (лише на DVD) |

## Учасники Гурту
Окрім своїх справжніх імен, учасники гурту позначаються номерами від нуля до восьми.
| - (#0) Сід Вілсон — фонограф - (#1) Джої Джордисон — ударні, мікси - (#2) Пол Ґрей — басс - (#3) Кріс Фен — перкусія, бек-вокал - (#4) Джеймс Рут — гітара - (#5) Крейг Джонс — семплер, семплінг (музика) - (#6) Шон Креєн — перкусія, бек-вокал, монтаж - (#7) Мік Томпсон — гітара - (#8) Корі Тейлор — вокал | - Томас Міньйоне — Директор, оператор, концептуальне зображення - Darci Oltman — Продюсер - L.E.G. Productions — відеозаписи інтерв'ю - Стефан Сескіс;— оператор, фотограф - Боббі Тонгс;— оператор - Брендан Шерман;— оператор - Фред Салкінд;— Креативний директор DVD - Марк Стекер;— Продюсер DVD, керівник проєктів - Стефані Масарські — Виконавчий продюсер DVD - Doug Banker — менеджмент - t42design — дизайн упаковки - Dean Karr — фотограф |

## Чарти
| Чарти (1999 року)          | Позиція |
| -------------------------- | ------- |
| Billboard Top Music Videos | 1       |

## Сертифікати
| Регіон                                                                                          | Сертифікація  | Продажі  |
| ----------------------------------------------------------------------------------------------- | ------------- | -------- |
| Австралія (ARIA)                                                                                | 2× Платиновий | 30 000^  |
| США (RIAA)                                                                                      | Платиновий    | 100 000^ |
| *продажі, що базуються лише на сертифікаціях ^відвантаження, що базуються лише на сертифікаціях |               |          |

## Історія Релізу
| Регіон | Дата              | Лейбл      | Формат запису | Номер каталогу |
| ------ | ----------------- | ---------- | ------------- | -------------- |
| Світ   | 9 листопада 1999  | Roadrunner | VHS           | RRV 0981-3     |
| Світ   | 23 листопада 2003 | Roadrunner | DVD           | DVD 0956-9     |